# Йыгева (посёлок)
Йы́гева (эст. Jõgeva) — посёлок в волости Йыгева уезда Йыгевамаа, Эстония.

## География и описание
Расположен в 2,5 километрах к северу от уездного и волостного центра — города Йыгева. Высота над уровнем моря — 71 метр. На юге посёлок граничит с шоссе Йыгева—Муствеэ, на севере — с деревней Лийвоя, на востоке с рекой Педья и деревней Выдувере, на западе — с железной дорогой Тапа—Тарту.
Климат умеренный. Официальный язык — эстонский. Почтовый индекс — 48309.

## Население
По данным переписи населения 2021 года, число жителей посёлка Йыгева составило 481 человек, из них 445 (92,5 %) — эстонцы.
По данным переписи населения 2011 года, в Йыгева проживали 508 человек, из них 466 (91,7 %) — эстонцы.
Численность населения посёлка Йыгева по данным переписей населения:
| Год  | 1959 | 1970  | 1979  | 1989  | 2000  | 2011  | 2021  |
| ---- | ---- | ----- | ----- | ----- | ----- | ----- | ----- |
| Чел. | 492  | ↗ 646 | ↗ 694 | ↘ 616 | ↗ 624 | ↘ 508 | ↘ 481 |

## История
Поселение на месте современного посёлка Йыгева образовалось вокруг рыцарской мызы Лайсгольм (Йыгева, нем. Laisholm, эст. Jõgeva mõis) во второй половине 16-го столетия и расширилось после завершения строительства железной дороги Тапа—Тарту в 1876 году. Первое письменное упоминание о посёлке относится к Польской ревизии 1599 года (Jagiwa). На немецком языке посёлок назывался Лайсхольм (Laisholm). Есть предположение, что на эстонском языке посёлок ранее именовался Йыгевахе (Jõgevahe).
В 1917 году мыза была экспроприирована государством, и в 1920 году на ней начала свою деятельность Йыгеваская селекционная станция (эст. Jõgeva Sordiaretusjaam). Бо́льшая часть земель и строений мызы в 1919–1940 годах находилась в пользовании Эстонского общества семеноводства (эст. Eesti Seemnevilja Ühisus) — сельскохозяйственно-торговой организации, имевшей отделения в нескольких городах Эстонии.
В советское время в посёлке находилась центральная усадьба совхоза «Йыгева», архитектурное решение которой получило всесоюзное признание на выставке достижений народного хозяйства в 1975 году.

## Инфраструктура
С 1920 года в посёлке Йыгева работает Эстонский институт растениеводства (эст. Eesti Taimekasvatuse Instituut), в 1950 году в нём был открыт детский сад, в 1980 году основано культурное общество «Ванавески» (эст. kultuuriselts „Vanaveski”).
В 2019 году детсад посещали 34 ребёнка, число его работников составляло 12 человек.
В феврале 2018 года единственный магазин посёлка был выставлен на продажу.

## Галерея

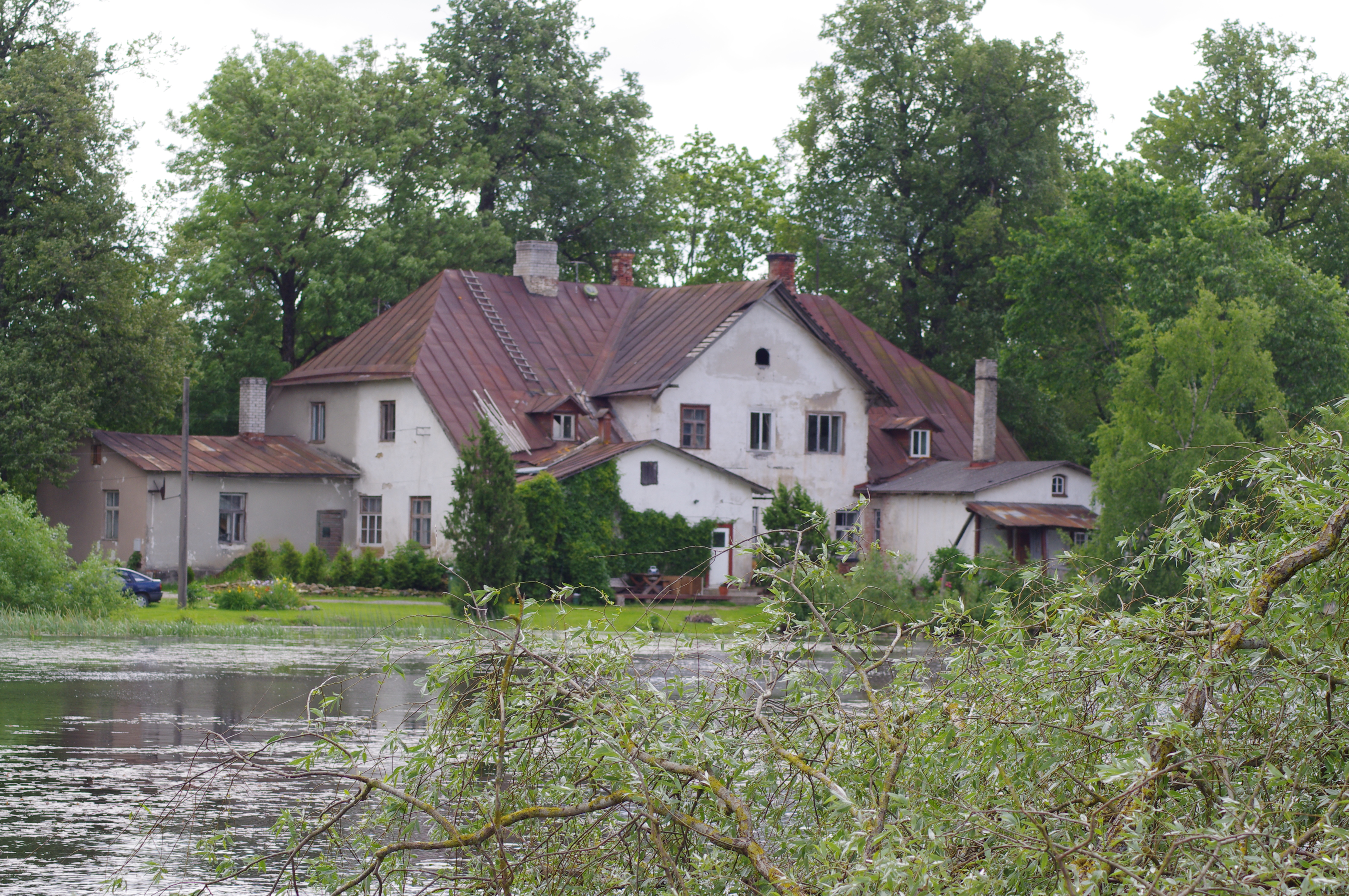
Главное здание мызы Лайсгольм (Йыгева)
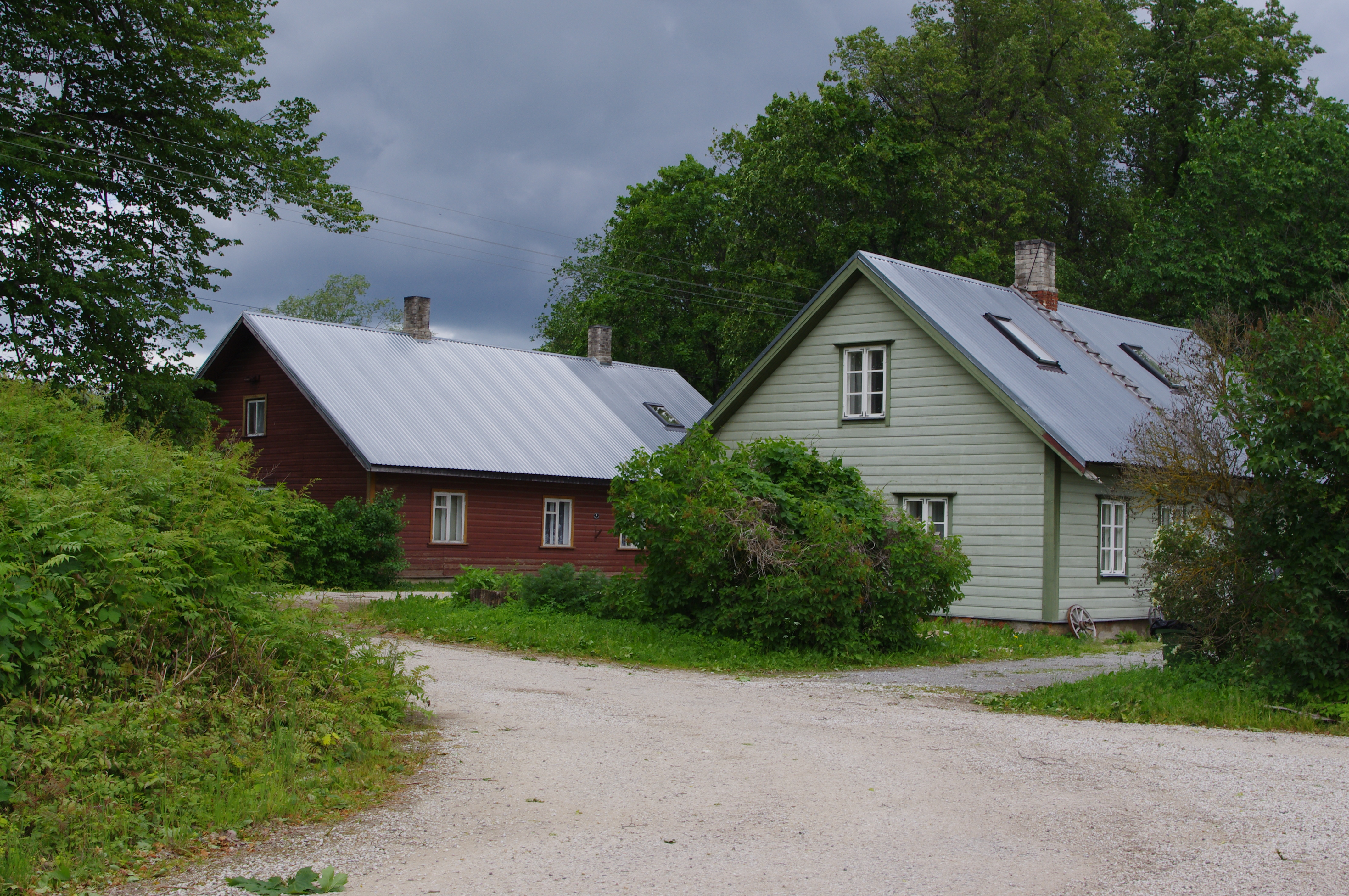
Жилые дома бывшей мызы Йыгева
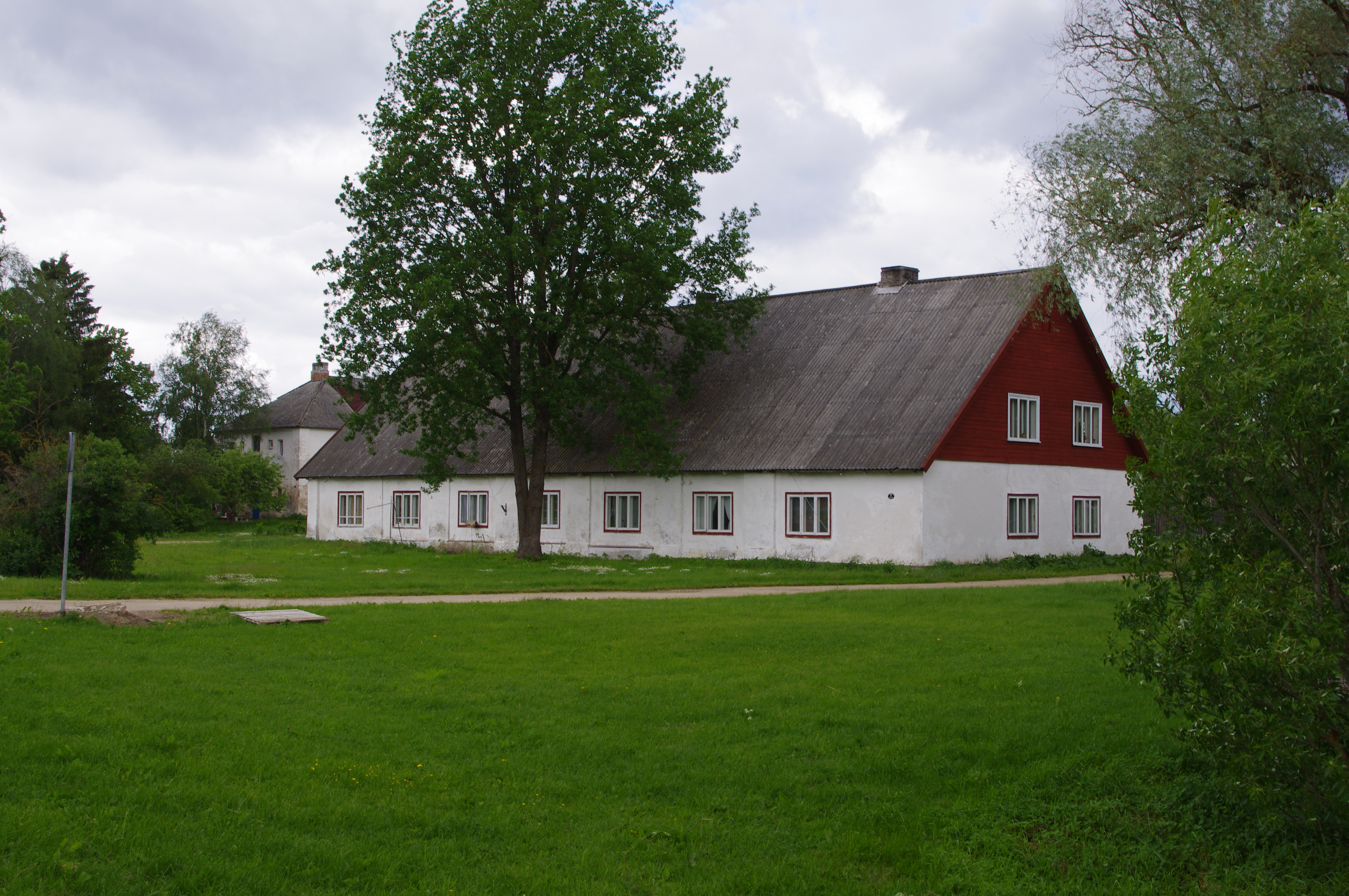
Бывший сарай мызы Йыгева
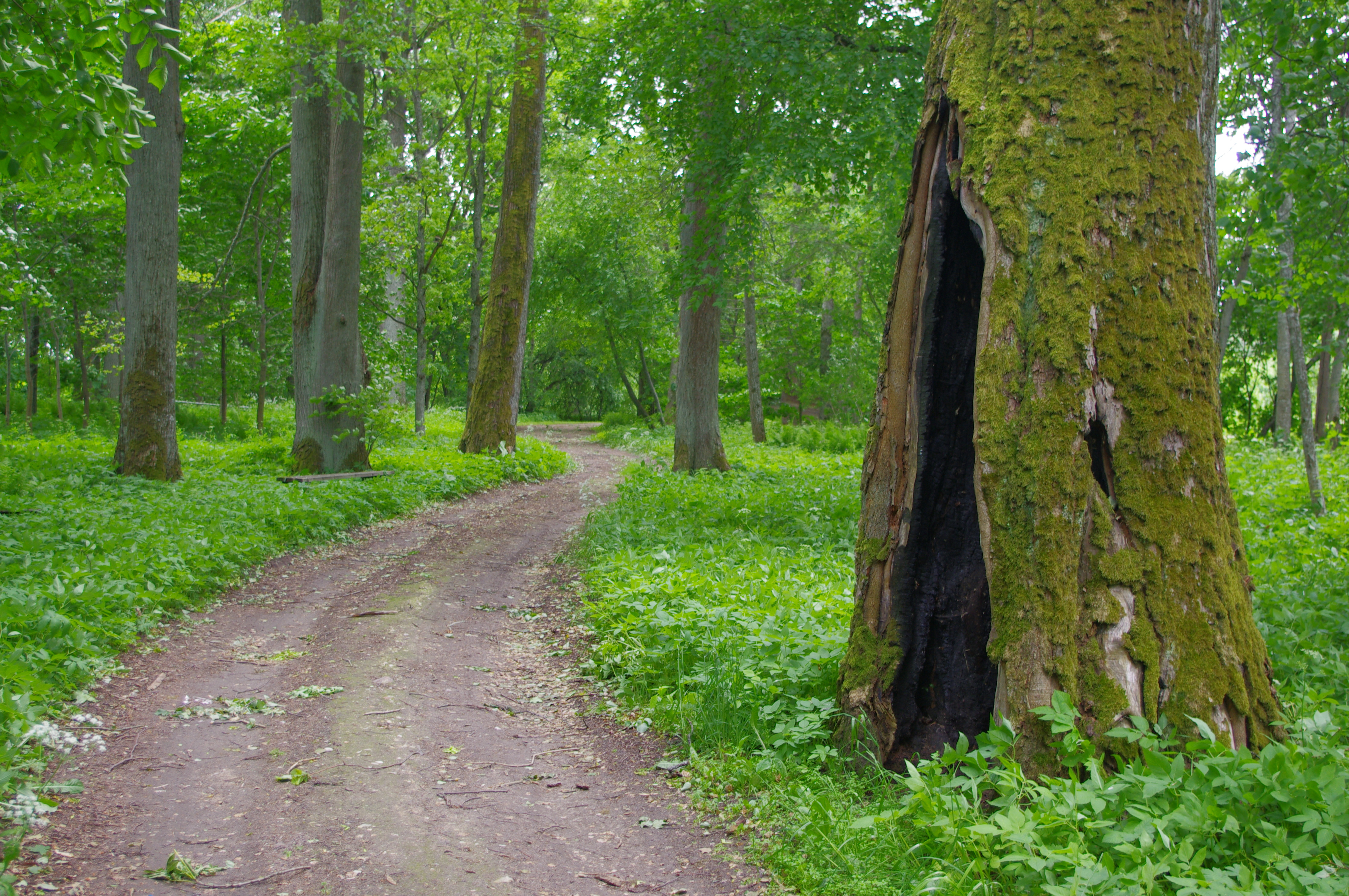
Парк мызы Йыгева
- Bидео с дрона: посёлок Йыгева, 2022 год

## Комментарии
1. ↑  Эстонские топонимы, оканчивающиеся на -а, в русском языке не склоняются[9], а род получают по родовому слову, например, деревне присваивается женский род, хотя в эстонском языке нет категории рода.